# تیسکی کیگکزکی
تیسکی کیگکزکی (به لاتین: Tyszki-Ciągaczki) یک منطقهٔ مسکونی در لهستان است که در Gmina Czerwin واقع شده‌است.